# Феноміка
Феноміка є областю біології, що пов'язана з вимірюванням феномів — фізичних та біохімічних ознак організмів — як вони змінюються у відповідь на генетичні мутації і впливи довкілля. Вона застусовується в функціональній геноміці, фармацевтичних дослідженнях, сільському господарстві, метаболічній інженерії і все частіше в філогенетиці. 
Цей важливий напрямок досліджень сьогодні намагається поліпшити, як якісно, так і кількісно, здатність вимірювати феноми. Він включає в себе розробку систем вимірювання з високою відтворюваністю.

## Додаткова література

### Книги
- Fritsche-Neto Roberto; Borém Aluízio, ред. (2015). Phenomics: how next-generation phenotyping is revolutionizing plant breeding. Life sciences. Cham Heidelberg: Springer. ISBN 978-3-319-13676-9.

### Журнали
- Plant Phenomics